# Tococa cordata
Tococa cordata là một loài thực vật có hoa trong họ Mua. Loài này được O. Berg ex Triana miêu tả khoa học đầu tiên năm 1871.